# Nilofar Bayat
Nilofar Bayat (em persa: نیلوفر بیات) é uma advogada afegã, jogadora de basquete em cadeira de rodas e ativista que se refugiou na Espanha.

## Vida pregressa
Ela cresceu em uma família não tradicional, o que lhe permitiu jogar basquete e estudar Direito em Cabul, mesmo sendo mulher e apesar de ter uma deficiência. Quando ela tinha dois anos, uma bomba do regime talibã atingiu a sua casa em Cabul, danificando-lhe a medula espinhal, algo que mudou completamente a sua família e o seu modo de vida.
Dois dias depois que o Talibã entrou em  Cabul em 2021, Nilofar decidiu partir para salvar sua vida. Ela lançou um SOS através de amigos jornalistas. Antonio Pampliega ajudou-a a sair de Cabul, divulgando a sua história através das redes sociais e pressionando o governo espanhol para que lhe concedesse um passe para evacuá-la de Cabul, juntamente com seu marido. Em 20 de agosto de 2021, voaram para Espanha num avião das forças armadas espanholas juntamente com uma centena de pessoas.

## Reconhecimento
Ela entrou na lista das 100 mulheres mais influentes do mundo da BBC em 2021.